# Hermann Freund (Mediziner, 1859)

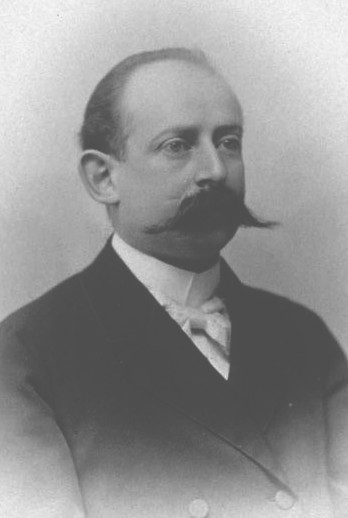
Hermann Freund, 1899

Hermann Wolfgang Freund (geboren 6. Juni 1859 in Breslau; gestorben 7. September 1925 in Frankfurt am Main) war ein deutscher Gynäkologe.

## Leben
Freunds Eltern waren der Mediziner und Schriftsteller Wilhelm Alexander Freund und dessen Frau Luise, geb. Guradse. Er studierte Medizin an den Universitäten Breslau, München und Straßburg, wo er 1882 promoviert wurde und anschließend als Assistent arbeitete. 1890 habilitierte er sich in Straßburg für Gynäkologie, 1894 wurde er Direktor der Hebammenschule in Straßburg. 1899 erhielt Freund eine außerordentliche Professur für Gynäkologie in Straßburg, 1914 wurde er Honorarprofessor. Nachdem das Elsass 1918 wieder französisch geworden war, wurde Freund aus Straßburg ausgewiesen und zog nach Frankfurt am Main. Dort war er seit 1919 als Honorarprofessor für Geburtshilfe und Gynäkologie an der Universität Frankfurt tätig.

## Veröffentlichungen
- Die Beziehungen der Schilddrüse zu den weiblichen Geschlechtsorganen: Inaugural-Dissertation … Hirschfeld, Leipzig 1882 (Straßburg, Univ., Diss., 1882).
- Vorschläge zur Reform des Hebammenwesens in Elsaß-Lothringen. Trübner, Straßburg 1889.
- Der gewöhnliche und ungewöhnliche Wanderungsmechanismus wachsender Eierstocksgeschwülste. Breitkopf und Härtel, Leipzig 1890 (Sammlung klinischer Vorträge; 361/62) (Sammlung klinischer Vorträge. Gynäkologie; 104).
- Die Antisepsis in der geburtshülflichen Poliklinik und in der Hebammenpraxis. Berlin 1890 (Berliner Klinik; 29).
- Die Mechanik und Therapie der Uterus- und Scheidengewölberisse. In: Zeitschrift für Geburtshülfe und Gynäkologie; Bd. 23 (1892), Heft 2.
- Die Beziehungen der weiblichen Geschlechtsorgane zu anderen Organen. Breitkopf und Härtel, Leipzig 1900 (Sammlung klinischer Vorträge; N.F., 274) (Sammlung klinischer Vorträge. Gynäkologie; N.F., 99).
- Vorschläge zur weiteren Reform des Hebammenwesens. Deuticke, Leipzig, Wien 1902.
- Operation einer ausgetragenen Abdominalschwangerschaft: Versenkung der Placenta in die Bauchhöhle. Breitkopf und Härtel, Leipzig 1907 (Sammlung klinischer Vorträge; N.F., 448) (Sammlung klinischer Vorträge. Gynäkologie; N.F., 164).
- Die Geschichte der Strassburger Hebammenschule. Elsässische Druck- und Verlags-Anstalt, Straßburg 1912.
- Gynäkologische Streitfragen. Enke, Stuttgart 1913.
- Hygiene der Ehe. B. G. Teubner, Leipzig und Berlin 1922 (Aus Natur und Geisteswelt; 643) (Digitalisat).